# Thomás
Thomás Jaguaribe Bedinelli est un footballeur brésilien né le 24 février 1993 à Juiz de Fora dans le Minas Gerais. Il évolue au poste d'ailier avec les Sounders FC de Seattle en MLS.

## Carrière

### En club
Avec le club de Flamengo, il joue deux matchs en Copa Libertadores.
Le 1er juin 2015, il s'engage en MLS avec les Sounders de Seattle.